# Muscari parviflorum
Muscari parviflorum — вид рослин родини холодкові (Asparagaceae).

## Опис
Багаторічна, трав'яниста рослина, яка досягає висоти 12–23 сантиметрів. Від 3 до 5 листків вузько лінійні 7–20 см × 0.8–1.5 мм. Квітки блідо-блакитні з 6 темно-синіми смугами. Від 7 до 12 кольорів розташовані в дуже широкій китиці. Квітне в жовтні.

## Поширення
Північна Африка: Алжир; Єгипет; Лівія; Туніс. Західна Азія: Кіпр; Туреччина. Південна Європа: Колишня Югославія; Греція; Італія; Іспанія.